# Сольгон
Сольго́н (фр. Saulgond) — коммуна во Франции, находится в регионе Пуату — Шаранта. Департамент — Шаранта. Входит в состав кантона Шабане. Округ коммуны — Конфолан.
Код INSEE коммуны — 16363.
Коммуна расположена приблизительно в 350 км к югу от Парижа, в 80 км юго-восточнее Пуатье, в 60 км к северо-востоку от Ангулема.

## Население
Население коммуны на 2008 год составляло 509 человек.
| 1962 | 1968 | 1975 | 1982 | 1990 | 1999 | 2008 |
| ---- | ---- | ---- | ---- | ---- | ---- | ---- |
| 733  | 627  | 533  | 464  | 475  | 459  | 509  |

## Администрация
| Период | Период | Фамилия         | Партия | Примечания |
| ------ | ------ | --------------- | ------ | ---------- |
| 1985   | 2008   | Кристиан Дезафи |        |            |
| 2008   | 2014   | Денис Витель    |        | фермер     |

## Экономика
В 2007 году среди 319 человек в трудоспособном возрасте (15—64 лет) 215 были экономически активными, 104 — неактивными (показатель активности — 67,4 %, в 1999 году было 67,5 %). Из 215 активных работали 193 человека (122 мужчины и 71 женщина), безработных было 22 (9 мужчин и 13 женщин). Среди 104 неактивных 16 человек были учениками или студентами, 46 — пенсионерами, 42 были неактивными по другим причинам.

## Достопримечательности
- Приходская церковь Сен-Жени (XIII век). Исторический памятник с 1997 года[3]

## Фотогалерея
- Церковь Сен-Жени
- Церковь Сен-Жени
- Мэрия